# 隅田 (小惑星)
隅田（すみだ、1090 Sumida）は、小惑星帯にある小惑星である。
1928年2月20日、東京帝国大学附属東京天文台（現・国立天文台）の技師であった及川奥郎が、東京府北多摩郡三鷹村（現・三鷹市）の東京天文台において発見した。カール・ラインムートがドイツのハイデルベルクで2月24日に独立して発見しており、公表されたのはラインムートの方が早かった。
第二次世界大戦以前の日本で及川が発見した8つの小惑星のひとつ。他の小惑星と同様、名称は関東地方の地名から隅田川の名が付けられている。